# Ga Central Park (Incheon)
Ga Central Park là ga tàu điện ngầm trên Tuyến 1 của Tàu điện ngầm Incheon. Tên của nhà ga được viết là "센트럴파크" (thực tế, hầu hết người Hàn Quốc phát âm là ssenteureolpakeu 쎈트럴파크) trong hangul. Trên thực tế, nó còn là "센트럴파크" trong ngôn ngữ pha trộn của hangul và hanja, nhưng nhà ga sử dụng "中央公園" (hangul: 중앙공원, Romaja quốc ngữ: Jung-ang-gong-won) như là tên hanja.

## Bố trí ga
| Đại học Quốc gia Incheon ↑ |
| \| N/B                     |
| ↓ Khu Thương mại Quốc tế   |

| Hướng Bắc | ← ● Incheon tuyến 1 Hướng đi Gyeyang                             |
| Hướng Nam | → ● Incheon tuyến 1 Hướng đi Công viên lễ hội ánh trăng Songdo → |